# بی‌دی‌زی
| بررسی انتقادی | بررسی انتقادی |
| منبع          | رتبه‌بندی      |
| ------------- | ------------- |
| آی‌زی‌ام        | [ ۲ ]         |

بی‌دی‌زی (انگلیسی: BDZ، مخفف bulldozer به معنای «بولدوزر») نخستین آلبوم استودیویی ژاپنی (و دومین آلبوم کلی) از گروه دخترانهٔ اهل کره جنوبی، توایس است که در ۱۲ سپتامبر ۲۰۱۸ توسط وارنر میوزیک ژاپن منتشر شد. این آلبوم شامل پنج قطعهٔ منتشرشده پیش از آلبوم و پنج قطعهٔ جدید است، از جمله قطعهٔ عنوانی «بی‌دی‌زی» که توسط پارک جین یونگ تهیه‌کنندگی شده است. عنوان آلبوم نماد آرزوی اعضای گروه برای قوی‌بودن و زندگی با قدرت است. یک ری‌پکیج از این آلبوم همراه با یک ترانهٔ اضافه در ۲۶ دسامبر ۲۰۱۸ منتشر شد.

## جدول‌های موسیقی
| جدول (۲۰۱۸)                       | بالاترین جایگاه |
| --------------------------------- | --------------- |
| آلبوم‌های داغ ژاپنی (بیلبورد ژاپن) | ۱               |
| آلبوم‌های ژاپنی (اوریکون)          | ۱               |
| آلبوم‌های دیجیتال ژاپنی (اوریکون)  | ۱               |

| جدول (۲۰۱۸)                       | جایگاه |
| --------------------------------- | ------ |
| آلبوم‌های داغ ژاپنی (بیلبورد ژاپن) | ۱۲     |
| آلبوم‌های ژاپنی (اوریکون)          | ۸      |

| جدول (۲۰۱۹)                       | جایگاه |
| --------------------------------- | ------ |
| آلبوم‌های داغ ژاپنب (بیلبورد ژاپن) | ۶۶     |
| آلبوم‌های ژاپنی (اوریکون)          | ۶۰     |

## گواهی‌نامه‌ها
| منطقه                             | گواهی  | واحد گواهی‌شده/فروش |
| --------------------------------- | ------ | ------------------ |
| ژاپن (آرآی‌ای‌جی)                   | پلاتین | ۲۵۰٬۰۰۰^           |
| ^ رقم توزیع تنها بر پایهٔ گواهی‌ها. |        |                    |